# Last Look at Eden
Last Look at Eden je osmi studijski album švedskog heavy metal sastava Europe.

## Popis pjesama
1. "Prelude" (Tempest, Michaeli, Lindell) – 0:52
2. "Last Look at Eden" (Tempest, Carlsson, Europe) – 3:55
3. "Gonna Get Ready" (Tempest, Carlsson, Europe) – 3:35
4. "Catch That Plane" (Tempest, Europe) – 4:46
5. "New Love in Town" (Tempest, Michaeli, Carlsson, Europe) – 3:33
6. "The Beast" (Tempest, Levén, Europe) – 3:23
7. "Mojito Girl" (Tempest, Europe) – 3:44
8. "No Stone Unturned" (Tempest, Europe) – 4:48
9. "Only Young Twice" (Tempest, Norum, Europe) – 3:51
10. "U Devil U" (Tempest, Europe) – 4:10
11. "Run with the Angels" (Tempest, JNorum, MMichaeli, Europe) – 4:03
12. "In My Time" (Tempest, Carlsson, Europe) – 6:15

### Dodatne pjesme na ograničenom digipak izdanju
1. "Yesterday's News" (uživo) (Tempest, Marcello, Levén, Michaeli, Haugland)
2. "Wake Up Call" (uživo) (Joey Tempest, John Norum)

### Dodatne pjesme na kolekcionarskom izdanju
1. "Sign of the Times" (uživo) (Joey Tempest)
2. "Start from the Dark" (uživo) (Joey Tempest, John Norum)

### Dodatne pjesme na izdanju za Japan
1. "Scream of Anger" (uživo) (Joey Tempest, Marcel Jacob)

## Izvođači
- Joey Tempest - vokal, prateći vokal
- John Norum - gitara
- John Levén - bas-gitara
- Mic Michaeli - klavijature, prateći vokal
- Ian Haugland - bubnjevi